# 基娅拉·雷巴利亚蒂
基娅拉·雷巴利亚蒂（義大利語：Chiara Rebagliati，1997年1月23日—），意大利女子射箭运动员。她曾代表意大利参加2020年夏季奥林匹克运动会射箭比赛女子个人和女子团体两个小项。